# Asnières-sur-Nouère
Asnières-sur-Nouère is een gemeente in het Franse departement Charente (regio Nouvelle-Aquitaine). De plaats maakt deel uit van het arrondissement Angoulême. Asnières-sur-Nouère telde op 1 januari 2022 1.278 inwoners.

## Geografie
De oppervlakte van Asnières-sur-Nouère bedroeg op 1 januari 2022 21,17 vierkante kilometer; de bevolkingsdichtheid was toen 60,4 inwoners per km².
De onderstaande kaart toont de ligging van Asnières-sur-Nouère met de belangrijkste infrastructuur en aangrenzende gemeenten.

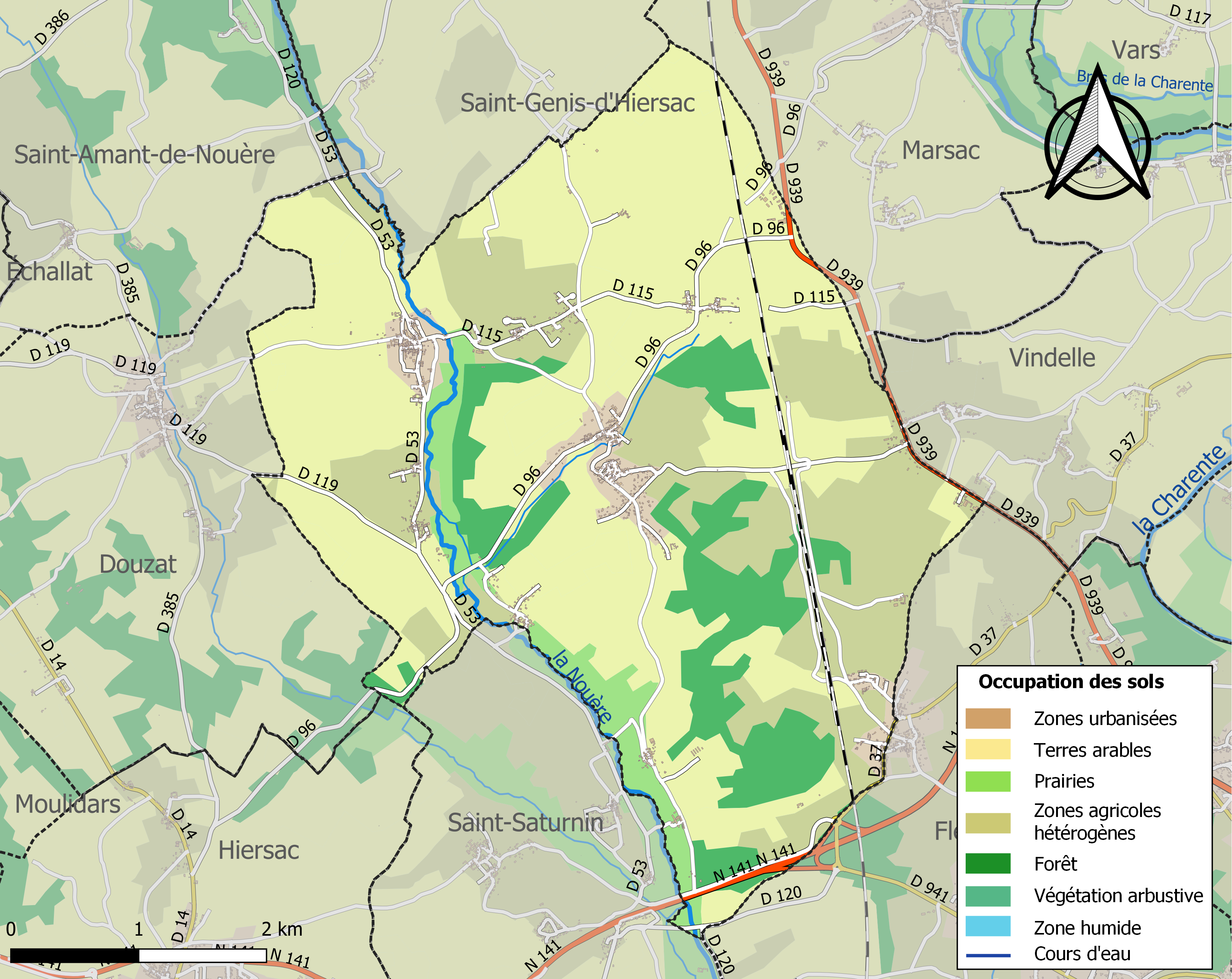

## Demografie
Onderstaande figuur toont het verloop van het inwonertal (bron: INSEE-tellingen).

Vanwege een beveiligingsprobleem met de MediaWiki Graph-software is het momenteel niet mogelijk deze grafiek weer te geven. Zodra de software is bijgewerkt zal de grafiek vanzelf weer zichtbaar worden.